# Borgo San Siro
Borgo San Siro är en ort och kommun i provinsen Pavia i regionen Lombardiet i Italien. Kommunen hade 975 invånare (2018).